# AK Ragusa Racing
Auto klub Ragusa Racing, hrvatski automobilistički klub iz Mokošice. Organizira utrku autoslalom i na kronometar Nagrada Ragusa Racinga koja se održava u poslovno-industrijskoj zoni u Banićima kod Slanog. Za klub su vozili od uspješnijih vozača Đuro Žmirak i drugi.

## Vanjske poveznice
- Facebook AK Ragusa Racing
- Racing.hr  Arhivirana inačica izvorne stranice od 9. studenoga 2019. (Wayback Machine)